# Товченикове
Товче́никове — село в Україні, в Путивльському районі Сумської області. Населення становить 6 осіб. До 2018 орган місцевого самоврядування — Бобинська сільська рада.

## Географія
Село Товченикове знаходиться на відстані 1 км від міста Путивль і сіл Сиром'ятникове і Бобине. Поруч проходить автомобільна дорога Т 1908.

## Історія
12 червня 2020 року, відповідно до розпорядження Кабінету Міністрів України № 723-р «Про визначення адміністративних центрів та затвердження територій територіальних громад Сумської області», село увійшло до складу Путивльської міської громади.
19 липня 2020 року, в результаті адміністративно-територіальної реформи та ліквідації Путивльського району, увійшло до складу новоутвореного Конотопського району.

## Населення
Згідно з переписом УРСР 1989 року чисельність наявного населення села становила 5 осіб, з яких 2 чоловіки та 3 жінки.
За переписом населення України 2001 року в селі мешкало 6 осіб.

### Мова
Розподіл населення за рідною мовою за даними перепису 2001 року:
| Мова       | Чисельність | Відсоток |
| ---------- | ----------- | -------- |
| українська | 4           | 66,67%   |
| російська  | 2           | 33,33%   |
| Усього     | 6           | 100%     |